# 明法道
明法道（みょうぼうどう）とは、古代日本の律令制の元で設置された大学寮において、律令法（法学）を講義した学科。

## 概要
大宝律令において律令の解釈に関する官職や専門家を育成する仕組は存在せず、当初の大学寮においては本科にあたる後の明経道と数学の学科である算道の2つで構成されたと考えられている。律令の解釈は主に渡来人系の人々からなる令師と呼ばれる一種の技術職によって行われ、その育成も令師が私的に行っていたと考えられている。儒教（＝明経道）のみを君子の学問として、法学を含めたその他の学術を方技として扱って学問としての価値を認めない風潮があったことに日本の律令法も影響を受けたためと考えられている。
その後、律令の専門家を育成する必要性から、神亀5年7月21日（728年8月30日）の格において、漢文学・歴史学を掌る文章博士と同時に律学博士が設置された。2年後の天平2年3月27日（730年4月18日）に明法生10名が設置されて学科として確立した。この時の格に文章生と明法生は雑任・白丁の子弟から採ることが規定され、中央・地方の下級官人あるいは庶民の子弟が明法生となり、貴族子弟を学生とした明経道よりは格下と看做されていた。なお、明法生設置から程なく（時期は不明）、律学博士は明法博士と改称された。なお、この際に明法生の10名のうち優秀者2名を明法得業生とした。また、明法道の学生を対象とした第四の官吏登用試験である明法試（みょうぼうし、「明法」とも）も行われるようになった。
明法道は律令そのものを教科書としていた。ただし、講義の詳細な内容は明らかではなく、律令を補完する格式・官符などについての学習が行われたのかどうかも明らかにはなっていない。明法試は律から7問・令から3問出題され、法令の義理に識達して解答に疑滞がないものを通（正解）として8問以上で及第とされた。全問正解者すなわち全通である甲第は大初位上に、8・9問正解者である乙第は大初位下に叙任された。明法試は難関であったために弘仁4年（813年）には、6問以上正解者には不合格であっても国博士に任命される資格を得ることが認められた。後に明法試の受験資格は明法得業生及び准得業生宣旨を受けた者のみに限定されるようになる。
平安時代に入ると、桓武天皇による律令制再建政策の中で延暦18年（799年）には大宰府にも明法博士が設置され、同21年（802年）には当時30名の定員があった算生の定員を10名削って、明法生を10名から20名に増やす措置が採られている。また、平安京遷都後に明法生の講義と宿舎の場として中央の堂（校舎）と東西に分かれた直曹（寄宿舎）からなる明法道院（みょうほうどういん）が大学寮の一番南側に建設された。こうした施設は平城京などにもあったと考えられているが、平安京の明法道院は本科である明経道院と同規模であったと伝えられ（『大内裏図考証』）、当時の明法道の地位の向上を伝えている。
9世紀前半には律令の研究が興隆した時期であり、讃岐永直・興原敏久・額田今足・惟宗直本など多くの優れた明法家が輩出され、讃岐氏（後に和気氏）・惟宗氏（後に令宗氏）のように数代にわたって明法博士を輩出した一族もあった。この時代の明法家の著作は残っていないものの、『令義解』・『令集解』などにその学説（その学説によって「讃記」・「穴記」などと呼ばれている）が引用され、今日まで伝えられている。その一方、明法道の強化・明法家の登場は、本来であれば律令国家の官人が知悉すべきであった律令の知識を特定の集団（すなわち、明法家）が掌るという現象を起こすことになり、明法家もその知識の保持を自らの特権と捉えて公卿をはじめとする他の官人が律令法に関与することを批難した（例:『春記』永承7年5月18日条・『左経記』長元7年8月24日条など）。
だが、平安時代中期に入ると、文章生の学科である紀伝道が他の学科を圧倒するようになり、明法道は紀伝道・明経道よりも下位に置かれるようになって一時的に衰退の時期を迎えるようになる。もっとも、律令制が衰微したこの時代においても最低限の社会秩序の維持は模索されたことから、治安・司法分野においては法律の専門家である明法家に対する需要は存在し続け、以後も明法道から刑部省や弾正台、検非違使などの官人が送り込まれることとなった。更に、道挙や道年挙によって在学生の下級官吏への登用も行われるようになった。また、10世紀に入ると次第に刑部省の地位が低下するようになり、強窃二盗（強盗・窃盗）と私鋳銭に関する裁判権は検非違使に、その他の犯罪に関する裁判権は太政官に移されることになった。特に太政官においては五位以上の官人から犯罪者が出た場合にこれを処分する「罪名定」と呼ばれる陣定が行われた。その際、天皇もしくは摂関以下の公卿から当該事件に適用すべき罪名（犯罪の名称とそれに対応する刑罰）に関する諮問が明法博士ら明法家に対して行われ、これに対して明法家は明法勘文の提示を行った。その一方で、摂関政治や検非違使、名体制など現行の律令制度から乖離した政治システムが形成されながら、新規の法体系を形成するだけの政治力を喪失しつつあったこの時代において、明法家がそれを律令的に合法に導く法的解釈を行う事も期待されていた。また、この時期の明法家の活動として知られているものに「法家問答」と呼ばれるものがある。法家（ほうけ）と呼ばれた明法家が官人・庶民から出された公私に関する法律問題に関する質問に対して回答・助言を与えるものである。明法問答の存在が確認できる最古のものは、長徳3年（998年）に女性から検非違使に出された解（「長徳三年五月二十日内蔵貴子解・『平安遺文』371号）に明法家の証明書（法家明判）が添えられている。本来、こうした訴訟に文書を提出するのは刀禰の役割であったが、この訴訟は女性と刀禰の間の訴訟であったために、相談を受けた法家が代行したものであったと考えられている。訴訟に際して明法家に相談・判断を仰ぐことは、11世紀以後幅広くみられる現象となる。惟宗允亮が『政事要略』を編纂した（長保4年（1002年）頃）のは、そうした時期であった。
院政期において、土地領有や売買貸借を巡る訴訟の増加や治安の悪化への対策としての取締強化によって再び明法道が興隆するようになる。明法博士は従来の天皇や太政官に加えて治天の君や院庁の諮問や摂関家以下の公卿や寺社といったいわゆる権門勢家や庶民が訴訟を起こす際にも明法勘文を提示するなど、活発な活動を見せるようになる。更に記録所の寄人など、朝廷や院庁に置かれた訴訟機関の職員に明法家に加えられ、公卿や他の実務官僚とともに荘園を巡る訴訟の場で裁決を行う場面もあった。だが、その一方で坂上氏・中原氏による家学化が進んで明法博士の世襲が行われるようになり、中には後世の学者から見ても法解釈の誤りが明らかである拙劣な勘文を残す明法博士が現れるなどの問題もあった。また、明法家が訴訟当事者に助言を行うことで当該訴訟の利害関係者となり、朝廷が陣定において明法家に諮問を行えないと言う事態も発生した。こうしたことが、院政期のおける新たな訴訟機関の登場やそこに明法家だけではなくそれ以外の公卿・官人が登用された背景の一因にもなった。その一方で、坂上明兼の『法曹至要抄』、坂上明基（明兼の孫）の『裁判至要抄』、中原章澄の『明法条々勘録』、中原章任の『金玉掌中抄』などの優れた明法家の書物も現れた。
平安時代末期に大学寮が廃絶すると、学科としての明法道の実質は消滅して、博士が私塾を開いて律令を講義するようになる。その一方で、いわゆる公家法が形成されるようになると、明法家の法解釈や明法勘文が法源とされ、明法博士などの明法家が院評定や院文殿での訴訟の審理に参加するようになる。また、当初中原氏の養子に入り明法道を学んだ大江広元が鎌倉幕府創設に深く関与し、また『裁判至要抄』の『御成敗式目』への影響が指摘されるなど、明法道と武家法の成立にも少なからず関係があったとされている。だが、南北朝時代を経て、室町幕府が京都を支配して朝廷・院庁の政治機能を吸収するようになると、形骸化していくようになり、有職故実の学問として命脈を保つに過ぎなくなった。